# Хосейн Амир Абдоллахиян
Хосе́йн Ами́р Абдоллахия́н (перс. حسین امیرعبداللهیان‎; 23 апреля 1964, Дамган, Иран — 19 мая 2024, Варзакан, Восточный Азербайджан, Иран) — иранский политик и дипломат. Министр иностранных дел Ирана (2021—2024). С 2011 по 2016 год он был заместителем министра иностранных дел по арабским и африканским делам.
Абдоллахиян был специальным помощником спикера парламента Ирана по международным делам, генеральным директором по международным делам Исламской консультативной ассамблеи с президентства Али Лариджани до президентства Мохаммада Багера Галибафа, генеральным секретарём постоянного секретариата Международной конференции в поддержку палестинской интифады, директором-распорядителем Исламской консультативной ассамблеи. Палестинский стратегический диалог ежеквартально.
Абдоллахиян являлся хорошо известной фигурой в Госдепартаменте, и его откровенная и активная международная и региональная позиция привлекла его внимание к кризисам в Ираке, Сирии и событиям в Западной Азии и Северной Африке. Защитил докторскую диссертацию в Тегеранском университете по международным отношениям.
Абдоллахиян был назначен заместителем министра иностранных дел во время правления Али Акбара Салехи, который оставался на этом посту в течение первых трёх лет правления Мохаммада Джавада Зарифа. В последние годы жизни являлся профессором Школы международных отношений Министерства иностранных дел.
После негласной отставки Зарифа имя Абдоллахияна упоминалось некоторыми СМИ в качестве одного из кандидатов на пост министра, который был близок к Али Лариджани, спикеру тогдашнего иранского парламента.
19 мая 2024 года вместе с президентом Ирана Ибрахим Раиси погиб при крушении вертолёта.

## Ранняя жизнь и образование
Родился 23 апреля 1964 года в Дамгане. В возрасте 6-7 лет потерял своего отца. Женился в 1994 году, и у него есть сын и дочь. Защитил докторскую диссертацию в Тегеранском университете по международным отношениям и, как говорят, свободно владел арабским и английским языками.

## Политические взгляды
Позиции Абдоллахияна в большей степени отражали позицию Сейеда Али Хаменеи и явно не вписывались ни в реформистские, ни в фундаменталистские тенденции иранского политического дискурса. Некоторые из его позиций были направлены на поддержку так называемого Фронта сопротивления, который связан с «Хезболлой» в Ливане, Сирии, и других течений, связанных с Исламской Республикой Иран, которые находятся в конфликте с Израилем.
Он был членом Комитета по политике и безопасности ядерных переговоров во время ядерных переговоров во время президентства Сеида Мохаммада Хатами. Он являлся первым иранским официальным лицом, приглашённым в Лондон для региональных переговоров после возобновления работы лондонского посольства в Тегеране во время первого президентского срока Хасана Рухани, и для встречи с тогдашним министром иностранных дел Великобритании Филипом Хэммондом. В его досье есть подробные региональные переговоры с Федерикой Могерини, а также подробные встречи с Генеральным секретарём ООН Пан Ги Муном и генеральным секретарём ливанской «Хезболлы» Сейедом Хасаном Насраллой.

## Переговоры с Соединёнными Штатами Америки
Он был главой иранской переговорной группы на трёхсторонней встрече Иран-Ирак-США в Багдаде в 2007 году. Встреча была проведена с целью обеспечения безопасности Ирака по просьбе американцев, которые назвали ситуацию в Ираке опасной. Переговоры провалились после трёх безрезультатных сессий. Позже Абдоллахиян рассказал о переговорах, что американцы покинули сцену, когда услышали логичное слово и не получили логичного ответа. В начале переговоров с США они думали, что им следует определить повестку дня, но Исламская Республика не позволила им этого сделать, и было решено, что повестка дня должна определяться по соглашению сторон.

## Общение с Касемом Сулеймани
У него были тесные отношения с Касемом Сулеймани, и это было связано с двумя десятилетиями ответственной работы в Министерстве иностранных дел, особенно на арабских и африканских должностях Министерства иностранных дел Ирана. Когда Сулеймани стал командующим силами «Кудс», Абдоллахиян был иракским экспертом в Министерстве иностранных дел. Во время вторжения США в Ирак в 2003 году, после свержения Саддама Хусейна, он стал ответственным за Ирак в Государственном департаменте.
Позже Абдоллахиян во время встречи с европейскими делегациями и официальными лицами сказал, что они должны поблагодарить Исламскую Республику и Сулеймани, потому что Сулеймани внёс свой вклад в мир и безопасность во всём мире. Считал, что без Сулеймани крупнейшие страны региона распались бы.

## Карьера

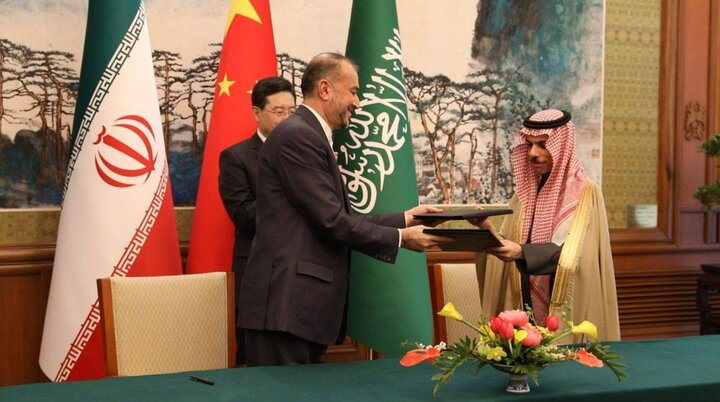
Абдоллахиян и министр иностранных дел Саудовской Аравии Фейсал ибн Фархан Аль Сауд после подписания совместного заявления о восстановлении дипломатических отношений, на заднем плане министр иностранных дел Китая Цинь Ган, 6 апреля 2023 года

### Министр иностранных дел (2021—2024)

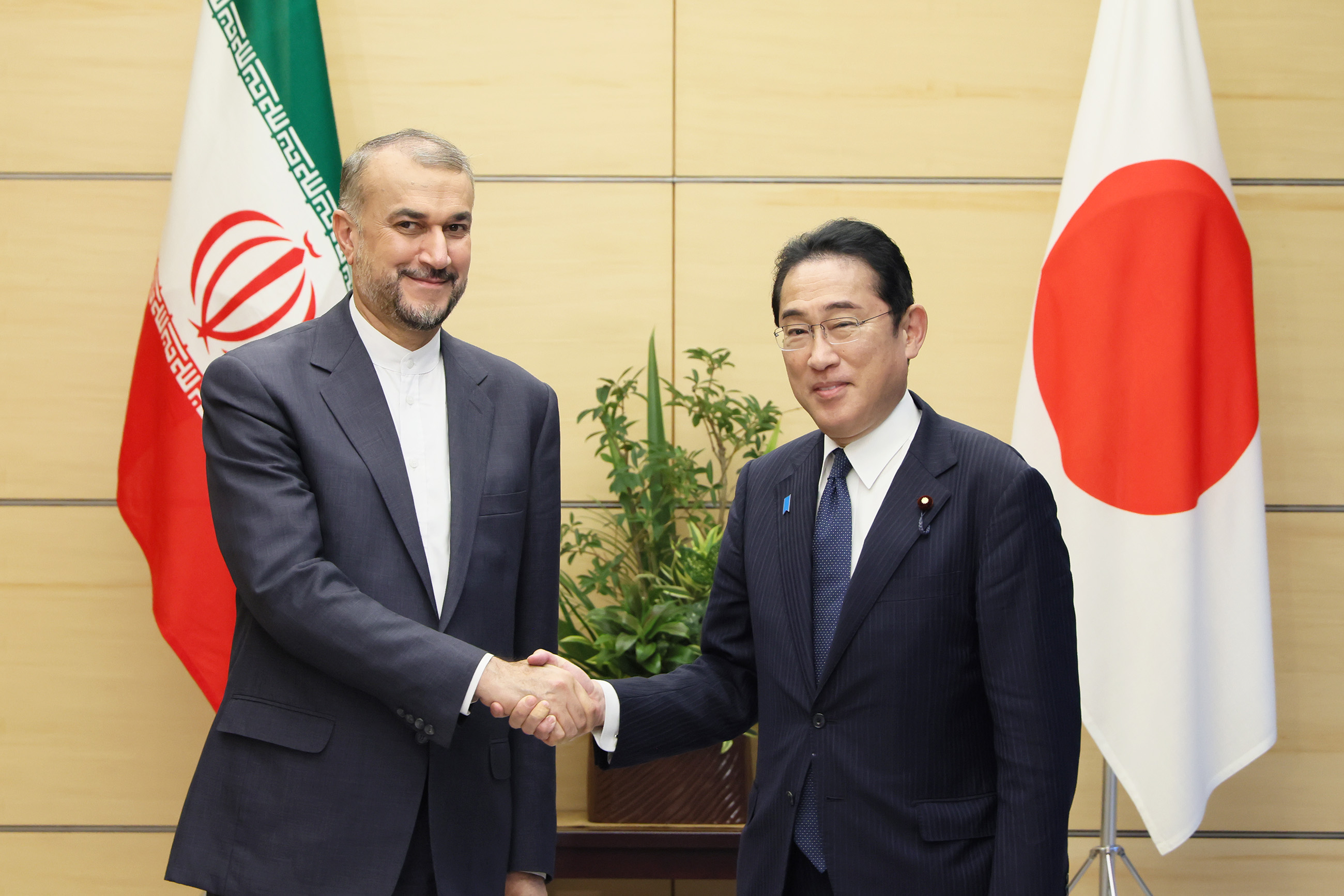
Абдоллахиян с премьер-министром Японии Фумио Кисидой в Токио, Япония, 7 августа 2023 года

С 2021 года Ирак провёл пять раундов прямых переговоров между Саудовской Аравией и Ираном, которые разорвали дипломатические отношения в 2016 году. 6-й раунд переговоров на министерском уровне зашёл в тупик, но после встречи в Аммане, Иордания, в декабре 2022 года Абдоллахиян и министр иностранных дел Саудовской Аравии Фейсал ибн Фархан Аль Сауд дали понять, что обе страны будут «открыты для дальнейшего диалога». В январе 2023 года Фейсал, выступая на панельной дискуссии на Всемирном экономическом форуме в Давосе, повторил, что «Эр-Рияд пытается наладить диалог с Ираном». Обе страны объявили о возобновлении отношений 10 марта 2023 года после заключения сделки при посредничестве Китая. Это могло бы проложить путь к ослаблению опосредованного конфликта между Ираном и Саудовской Аравией, тем самым обеспечив стабильность в Йемене, Сирии, Ираке, Ливане и Бахрейне.
Хосейн Амир Абдоллахиян встретился с министром иностранных дел Катара Мухаммедом бен Абдель Азизом Аль Хулайфи в июле 2023 года. Они обсудили совместную работу над инфраструктурными проектами.
14 октября 2023 года во время встречи с дипломатом ООН Тором Веннесландом Абдоллахиян предупредил, что Иран может вмешаться в войну между Израилем и ХАМАСом, если Израиль начнёт наземное вторжение в Газу.
15 октября 2023 года Абдоллахиян встретился с лидером ХАМАС Исмаилом Ханией в Дохе, Катар.

## Гибель

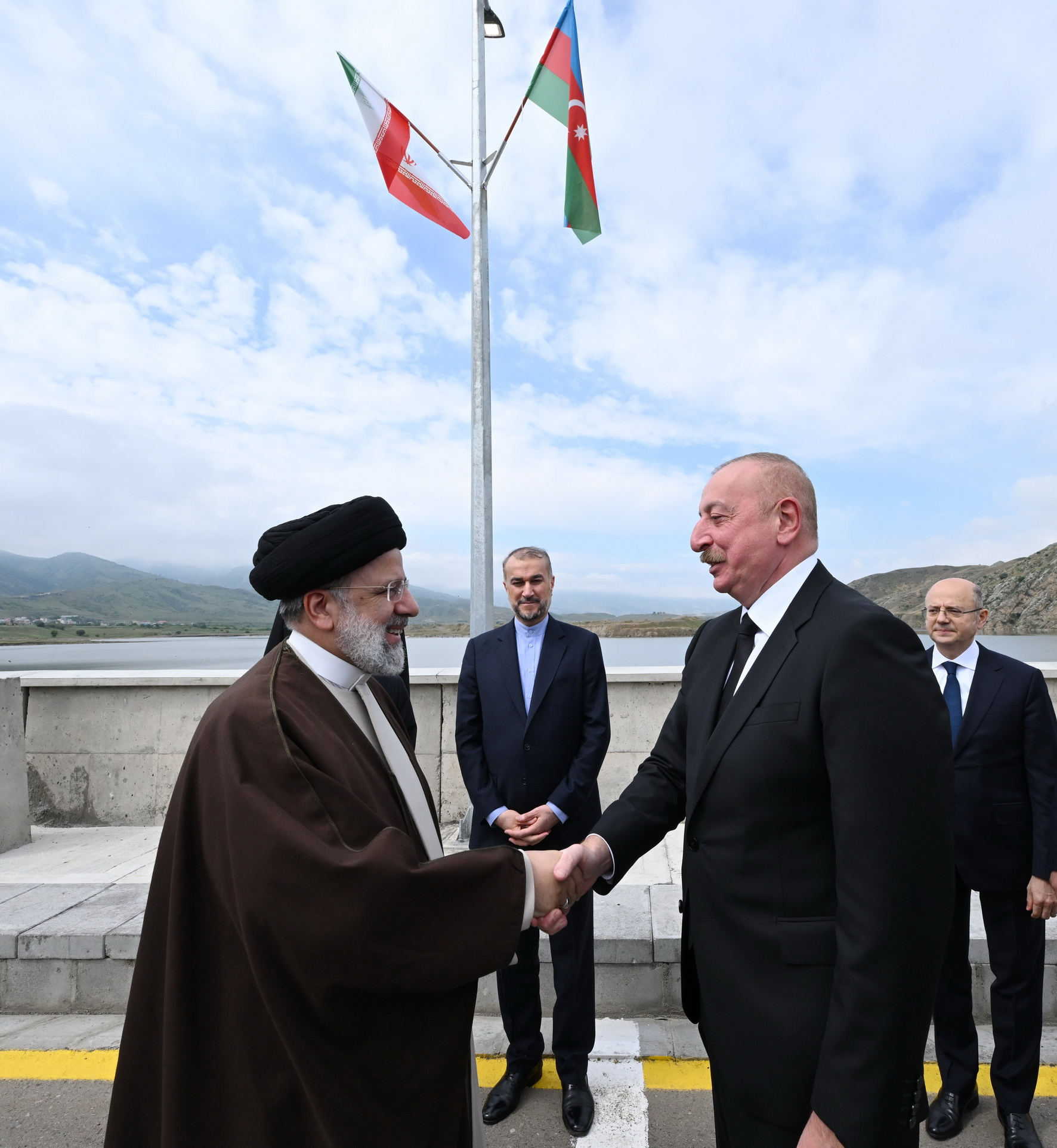
Амир Абдоллахиян и президент Ибрахим Раиси с Ильхамом Алиевым на границе с Азербайджаном за несколько часов до своей гибели

19 мая 2024 года вертолёт, на борту которого находились Амир Абдоллахиян и президент Ибрахим Раиси, потерпел крушение недалеко от города Варзакан на азербайджано-иранской границе; оба были найдены мёртвыми на месте крушения. Причиной авиакатастрофы стали плохие погодные условия в иранской провинции Восточный Азербайджан. После совместной церемонии похорон с другими жертвами авиакатастрофы в Тегеране он был похоронен 23 мая в храме Шаха Абдул-Азима в Рее.